# Ciclo dell'ossigeno

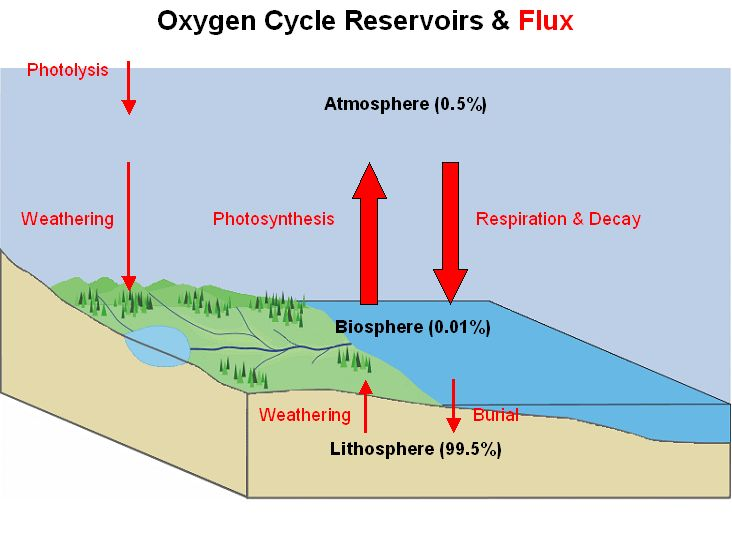
Il ciclo dell'ossigeno

Il ciclo dell'ossigeno è il ciclo biogeochimico che descrive il movimento dell'ossigeno tra le sue tre principali riserve: l'atmosfera terrestre (aria) la biosfera (la somma totale di ossigeno in tutti gli ecosistemi) e la litosfera (la crosta terrestre). Il primo fattore che influisce sul ciclo è la fotosintesi, che è direttamente necessaria a quasi tutta la vita sulla Terra ed è responsabile della sua presenza in atmosfera.

## Riserve
La maggior parte dell'ossigeno terrestre si trova nei silicati e negli ossidi della crosta terrestre e del mantello (99,5%). Solo una piccola porzione si trova nella biosfera (0,01%) e nell'atmosfera (0,36%). La principale fonte di ossigeno atmosferico è la fotosintesi, che produce zuccheri e ossigeno consumando anidride carbonica e acqua secondo la reazione:

6CO2 + 6H2O + energia → C6H12O6 + 6O2
Gli organismi che compiono la fotosintesi sono le piante terrestri e certi tipi di fitoplancton, come il cianobatterio Prochlorococcus, scoperto nel 1986 e responsabile di più di metà della produzione di ossigeno ad opera di forme di vita oceanica.
Un'altra fonte di ossigeno atmosferico è la fotolisi, quando le radiazioni ultraviolette del sole "rompono" le molecole d'acqua o  nitriti negli elementi primari come H, N e rilasciando O2.
Ad esempio la fotolisi dell'acqua avviene in questo modo:

2H2O + energia → 4H + O2
Le maggiori perdite di ossigeno atmosferico sono causate dalla respirazione e dalla decomposizione (biologia), meccanismi in cui batteri e animali consumano O2 e rilasciano CO2.

## Capacità e variazioni
Tabella 1: Riserve di ossigeno coinvolte nel ciclo:
| Riserva   | Capacità (kg O2) | Flusso entrata/uscita (kg O2 ogni anno) | Stazionamento (anni) |
| --------- | ---------------- | --------------------------------------- | -------------------- |
| Atmosfera | 1,4×1018         | 3 * 1014                                | 4500                 |
| Biosfera  | 1,6×1016         | 3 * 1014                                | 50                   |
| Litosfera | 2,9×1020         | 6 * 1011                                | 500 milioni          |

Tabella 2: Guadagno e perdita annuali di ossigeno atmosferico (Unità in 1010 kg O2 per anno)
| Guadagni |                             |
| Fotosintesi (terra) Fotosintesi (oceani) Fotolisi del N2O Fotolisi dell'H2O | 16500 13500 1,3 0,03        |
| Guadagni totali | ~ 30000                     |
| Perdite - respirazione e decomposizione |                             |
| Respirazione aerobica Ossidazione microbica Combustione di combustibile fossile (antropogenico) Ossidazione fotochimica Fissazione dell'N2 dalla luce Fissazione dell'N2 dall'industria (antropogenica) Ossidazione di gas vulcanici | 23000 5100 1200 600 12 10 5 |
| Perdite - Clima |                             |
| Reazioni chimiche climatiche Reazione superficiale dell'O3 | 50 12                       |
| Perdite totali | ~ 30000                     |